# Ana Brenda Contreras

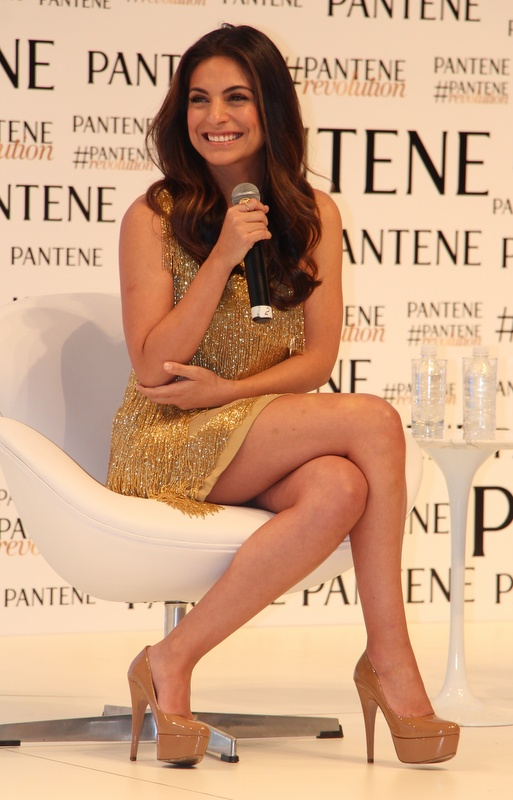
Ana Brenda Contreras (2015)

Ana Brenda Contreras (* 24. Dezember 1986 in McAllen, Hidalgo County, Texas) ist eine US-amerikanische Schauspielerin, Sängerin und Model. Sie tritt auch unter dem Pseudonym Ana Breco in der Öffentlichkeit auf. Sie wurde ab 2005 durch das Mitwirken in verschiedenen mexikanischen Telenovelas einem breiten Publikum bekannt.

## Leben
Contreras wurde als Tochter der Mexikaner Blanca Pérez und Efrain Contreras Puente in McAllen, Texas geboren und ist mit Englisch und Spanisch als Muttersprachen bilingual aufgewachsen. Ab 2002 lebte sie in Mexiko-Stadt; ab 2003 besuchte sie die Centro de Educación Artística im Fach Schauspiel.
2005 verkörperte sie in 152 Episoden die Rolle der Juana ‘Juanita’ Sánchez in der Fernsehserie Barrera de amor. Von 2008 bis 2009 war sie als Violeta Madrigal in der Fernsehserie Juro que te amo zu sehen. Im selben Jahr verkörperte sie außerdem in 95 Episoden der Fernsehserie Sortilegio die Rolle der Maura Albarrán. In den nächsten Jahren folgten weitere Besetzungen in Fernsehserien. Von 2016 bis 2017 spielte sie die Rolle der Goyita Vera in der Fernsehserie Blue Demon, die über den gleichnamigen Wrestler Blue Demon handelt. Sie mimte von 2018 bis 2019 die Rolle der Cristal Jennings in der US-amerikanischen Fernsehserie Der Denver-Clan.

## Filmografie
- 2005: Barrera de amor (Fernsehserie, 152 Episoden)
- 2006: Duelo de pasiones (Fernsehserie, 4 Episoden)
- 2008: Divina confusión
- 2008–2009: Juro que te amo (Fernsehserie, 140 Episoden)
- 2009: Mujeres asesinas (Fernsehserie, Episode 2x02)
- 2009: Cabeza de buda
- 2009: Tiempo final (Fernsehserie, Episode 3x06)
- 2009: Sortilegio (Fernsehserie, 95 Episoden)
- 2009: Sombra de Luna (Kurzfilm)
- 2010–2011: Teresa (Fernsehserie, 146 Episoden)
- 2011–2012: La que no podía amar (Fernsehserie, 167 Episoden)
- 2013: Corazón indomable (Fernsehserie, 162 Episoden)
- 2014: Volando Bajo
- 2015: Lo imperdonable (Fernsehserie, 118 Episoden)
- 2017: El que busca, encuentra
- 2016–2017: Blue Demon (Fernsehserie, 65 Episoden)
- 2018–2019: Por amar sin ley (Fernsehserie, 129 Episoden)
- 2018–2019: Der Denver-Clan (Dynasty) (Fernsehserie, 22 Episoden)
- 2019: Wingbeat (Kurzfilm)
- 2020: Médicos, Línea de Vida (Fernsehserie, Episode 1x87)